# René Arbeltier
René Arbeltier est un homme politique français né le 23 janvier 1897 à Laon et mort le 10 septembre 1979 à Bayonne.

## Biographie
Fils d'un vétérinaire aux armées, René Arbeltier connaît une enfance nomade, au gré des affectations de son père. Après des études de médecine, il s'installe à Coulommiers. Il exercera pendant toute sa carrière à l'hôpital de cette ville, dont il devient médecin chef en 1942.
Membre du parti socialiste SFIO dès 1924, il échoue aux législatives de 1928 et 1932, avant d'être élu conseiller d'arrondissement en 1934.
Passionné d'aviation, il crée en 1933 l’Aéro-club de Coulommiers, qui servira de base à une école d'aviation populaire, puis à un centre de formation pour les pilotes républicains de la guerre d'Espagne.
Maire de Neufmoutiers-en-Brie en 1935, il est élu député de Seine-et-Marne en 1936, lors des élections législatives qui voient le triomphe du Front populaire. 
Son œuvre principal, lors de ce mandat, est la loi sur l'aviation populaire, qu'il fait adopter en 1939.
Le 10 juillet 1940, il vote en faveur de la remise des pleins pouvoirs au maréchal Pétain. Il refuse cependant de prêter serment au maréchal, ce qui l'empêche d'exercer une fonction officielle, puis s'oriente vers la résistance.
En tant que médecin, il refuse ainsi de soigner les militaires allemands, puis désigne comme inapte au service tous les requis du STO qui lui sont présentés. Passé dans l'action militaire, il est traqué par la Gestapo et entre en clandestinité en 1943. 
Maire de Coulommiers, désigné par les organismes de la résistance, en 1944, il est relevé de son inéligibilité en juin 1945 pour actes de résistance. Il est ensuite décoré de la croix de guerre, de la médaille de la résistance puis, en 1947, de la légion d'honneur. Il remporte les municipales de 1945 dès le premier tour, puis est élu conseiller général du canton de Coulommiers à l'automne.
Élu député à la deuxième constituante, en juin 1946, il est battu lors des premières législatives de la quatrième république, en novembre. Il enchaîne alors les échecs électoraux : d'abord aux sénatoriales de 1946, puis aux municipales de 1947, où il perd son mandat de maire.
En 1951, cependant, à la tête de la liste SFIO qui obtient 10,8 % des voix, ce qui suffit à lui faire retrouver un siège de député. Néanmoins, il est battu aux cantonales qui suivent, du fait du maintien d'un candidat communiste au second tour.
Secrétaire de la fédération socialiste de Seine-et-Marne de 1952 à 1956, il est cette année là battu aux législatives du fait de l'apparentement illégal de deux listes poujadistes. L'annulation de l'élection étant ensuite prononcée, il retrouve la chambre en février 1956. Il cède aussi la direction de la SFIO locale à Robert Jospin.
Pendant ce mandat, il est l'auteur d'une proposition de loi controversée visant à supprimer l'ordre des médecins.
Opposant à la politique algérienne de Guy Mollet, il adhère au Comité socialiste d’études et d’action pour la paix en Algérie, puis participe en 1958 à la scission qui donne naissance au Parti socialiste autonome, qui devient rapidement ensuite le Parti socialiste unifié (PSU).
Il ne se représente cependant pas aux élections législatives en 1958 et entame un retrait de la vie politique, en même temps qu'il prend sa retraite de médecin, en 1963. 
Après sa mort, son nom est donné à l'hôpital de Coulommiers (actuel site René-Arbeltier du grand hôpital de l'Est francilien), ainsi qu'à une rue de Coulommiers.

## Décorations
- Chevalier de la Légion d'honneur en 1947.
- Croix de guerre 1939-1945.
- Médaille de la Résistance.

## Sources
- Ressource relative à la vie publique :   - Base Sycomore
- Notices d'autorité :   - VIAF
  - ISNI
  - BnF (données)
  - Pays-Bas
- « René Arbeltier », dans le Dictionnaire des parlementaires français (1889-1940), sous la direction de Jean Jolly, PUF, 1960 [détail de l’édition]
- « Arbeltier René, Albert », Le Maitron, Gilles Morin, 2008. [présentation en ligne]